# Lutipri
Lutipri war ein urartäischer König. 
Von ihm ist nur wenig bekannt. Er könnte Urartu zwischen 844 und 834 v. Chr. regiert haben, nach der Zerstörung der früheren Hauptstadt Arzaškun durch Salmānu-ašarēd III. und vor der Gründung der neuen Hauptstadt Tušpa durch seinen Sohn Sarduri I. Lutipri ist in den Annalen des Königs Sarduri mehrfach erwähnt, die sich in urartäischer Sprache und Keilschrift in einer Mauer am westlichen Fuß der Festung von Tušpa befindet:

„Dies ist die Inschrift von König Sarduri, dem Sohn des großen Königs Lutipri, dem mächtigen König, der sich nicht fürchtet zu kämpfen, dem großartigen Hirten, dem König, der die Aufständischen beherrschte. Ich bin Sarduri, Sohn des Lutipri, der König der Könige und der König, der den Tribut aller Könige erhielt. Sarduri, der Sohn des Lutipri, sagt: Ich habe diese Steinblöcke aus der Stadt Alniunu mitgebracht. Ich habe diese Mauer gebaut.“